# Mauritia (Mikrokontinent)
Mauritia ist ein angenommener abgesunkener Mikrokontinent im Indischen Ozean, auf dem sich unter anderem die Insel Mauritius befindet und der sich unter der Meeresoberfläche nach Norden bis zu den Seychellen erstreckt. Es handelt sich um einen Splitter ausgedünnter proterozoischer Kruste, der sich vermutlich vor 83,5 bis 61 Millionen Jahren von Madagaskar abgespalten hat und anschließend infolge seiner Drift über den Réunion-Hotspot durch v. a. basaltischen Vulkanismus überprägt wurde. Gesteine des Grundgebirges dieses Kontinents weisen Alter von 1971 Ma und zwischen 660 und 840 Millionen Jahren auf.